# Hip-hop
El hip-hop és un moviment artístic, cultural, urbà, juvenil i transgressor que va néixer a principi de la dècada del 1970 entre les comunitats afroamericanes i hispanoparlants del barri sud del Bronx, de Nova York.
La concepció clàssica del hip-hop se centra en l'existència de quatre aspectes o "pilars" fonamentals de la cultura: El MCing (o rapping), el DJing (o turntablism), el breakdancing (o b-boying) i el graffiti. La intersecció d’aquests quatre elements va generar una gran revolució cultural que es va estendre a les comunitats urbanes i suburbanes de tot el món. La influència global de la cultura del hip-hop ha donat peu al beatboxing, l'activisme polític, la tecnologia, l'art, l'entreteniment, els mitjans de comunicació, el disseny de roba o el de complements.
Es tracta d'un moviment intercultural i multiracial que rep una gran influència, sobretot, de les comunitats jamaicanes, porto-riquenyes i afroamericanes que conviuen en els barris marginals novajorquins, i sorgeix com a reacció a l'estigmatització que sofreixen els joves d'aquests barris. El llenguatge del hip-hop, des dels seus inicis, ha pretès reflectir la realitat social dels que l'utilitzen, la vida del carrer, i per aquesta raó la seva expansió a altres països s'ha produït de forma imparable, absorbint les característiques culturals dels llocs on s'implanta.

## Conceptes
La unió de dos dels elements, el MC (Master of Ceremonies) i el discjòquei, conformen l'estil musical del hip-hop: 
- El rap, en la recitació rítmica de rimes i jocs de paraules, a càrrec de l'MC, que pot rapejar una lletra prèviament escrita o improvisar (freestyle), i ho pot fer sobre un fons musical rítmic repetitiu i sincopat (beat) o a cappella. Es pot parlar de molts temes, normalment es parla de la vida dels carrers, de crítica social o sobre ells mateixos.[3]
- El flow (fluxe o fluïdesa en anglès), és la qualitat més valorada de l'MC. Es tracta de la cadència o capacitat de l'MC per crear ritmes mitjançant les síl·labes que recita de forma fluida per sobre del beat.[3]
- L'estil musical que acompanya el MC és una evolució del Funk i el breakbeat, que també pot ser instrumental. La música hip-hop es caracteritza per la seva rítmica i/o ballabilitat.
- El Turntablism o DJing és l'art de crear música mitjançant la manipulació de música preexistent amb discos de vinil i l'addició d'efectes de so, a càrrec del DJ. Per fer-ho normalment s'utilitzen dos plats de vinil, una taula de mescles i altres aparells electrònics com caixes de ritmes o sintetitzadors, però també es pot realitzar mitjançant programari informàtic d'edició de so (beat-making). Els beats creats pel DJ acostumen a servir d'acompanyament de l'MC, en el qual es coneix com a música rap, però també per marcar el ritme en les actuacions de Breakdance.[3]
- El BBoying és l'art de ballar el breakdance al so del beat punxat pel DJ, que combina moviments aeròbics i rítmics influenciats per la capoeira, les arts marcials asiàtiques, el funk, la gimnàstica i diferents balls aborígens africans. A la persona que practica aquest ball se'l denomina b boy, b girl, fly girl o breaker. També se li diu b-boy/girl al que segueix aquesta cultura.[3]
- El Graffiti és la principal expressió visual del hip-hop en les arts plàstiques. Consisteix a pintar murals amb pintura en aerosol sobre superfícies urbanes com poden ser murs de qualsevol material, així com trens, portes, mobiliari urbà i altres, a càrrec del tager. El més comú és que els artistes dediquin les seves obres a pintar el seu nom o sobrenom. L'estètica dels graffitis ha influït en la història (com en les tires de The Boondocks) i en el disseny de roba, portades de discos, i altres objectes. Normalment, el graffiti consisteix en el nom artístic de l'autor, amb voluntat d'estil, de caràcter artístic i amb l'única intenció de ser reconegut.[3]
- El Tag va bastant unit amb l'art del graffiti, els escriptors que pinten les seves obres en el mobiliari urbà solen firmar-les amb un gargot personal, l'anomenat tag, però no sempre van units a l'obra pintada, es poden trobar personalitzats sense relacionar-se amb cap graffiti pels carrers, acció denominada taggejar i, posteriorment evolucionada a takejar per la seva estreta relació amb els retoladors Taker amb el que se solen fer aquestes firmes.
- El beatboxing és la tècnica d'imitar amb la boca sons de percussió o instruments propis de la música rap o hip-hop.
- Les batalles de galls són competicions entre dos rapers per determinar qui rima millor en un ambient d'improvisació.

## Etimologia

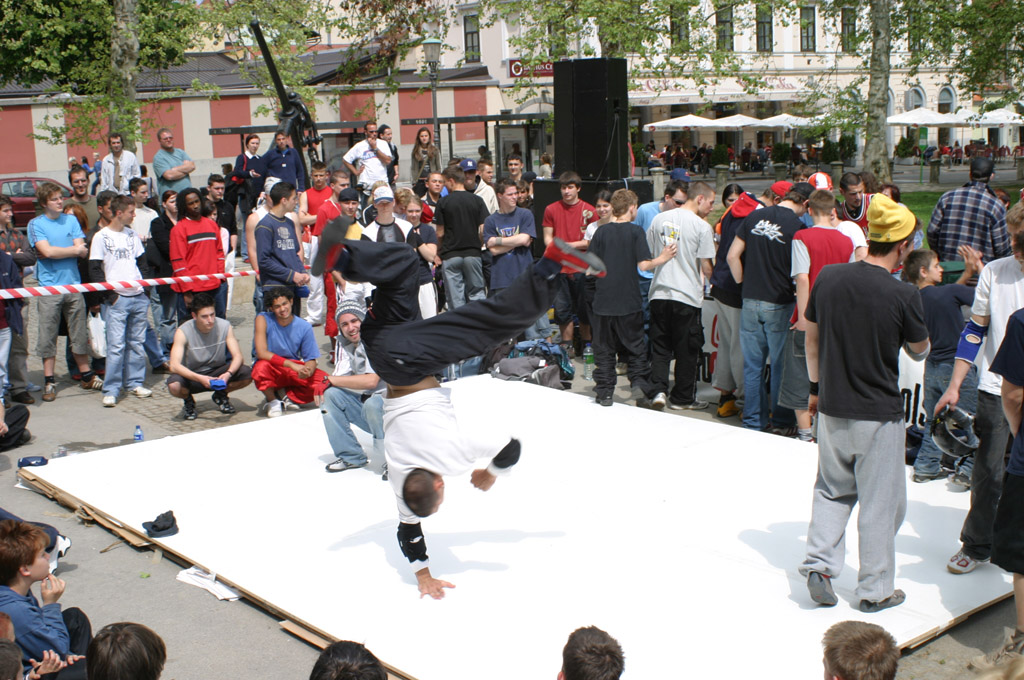
Break dance al carrer

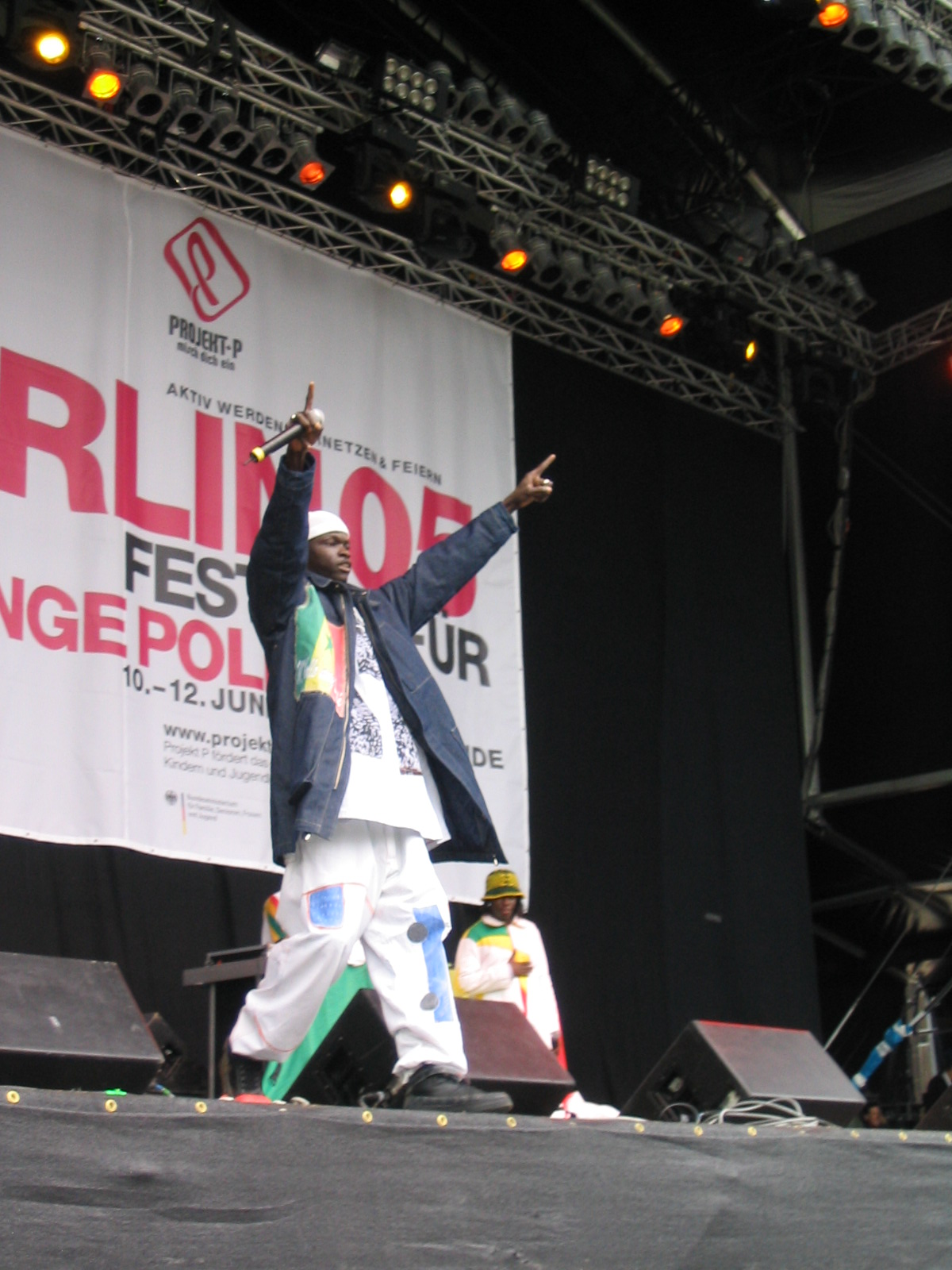
MC del grup de rap senegalès Darra J

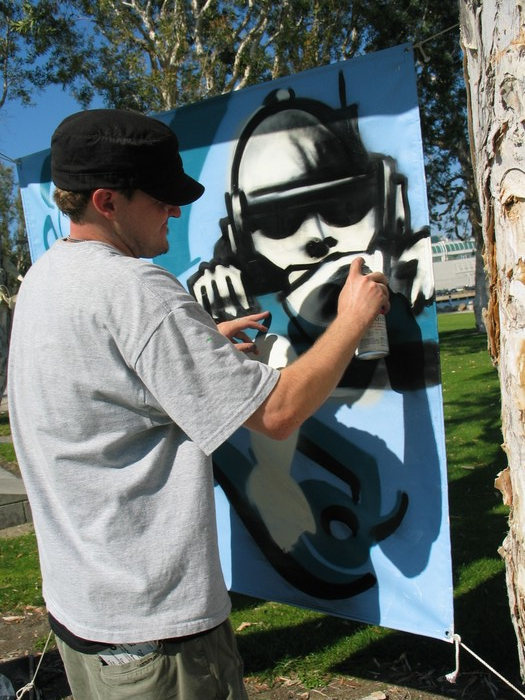
Graffiti

La construcció del terme hip-hop sovint s'atribueix a Keith Cowboy, un raper amb Grandmaster Flash and The Furious Five. Malgrat que Lovebug Starski, Keith Cowboy, i DJ Hollywood ja van fer servir aquest terme quan la música que hi corresponia encara era coneguda com a disco rap, es creu que Cowboy va crear l'expressió mentre feia broma amb un amic que s'havia allistat a l'exèrcit mentre feien scat amb les paraules "hip/hop/hip/hop" d'una manera que parodiava la cadència rítmica de la marxa disciplinada dels soldats Més tard, Cowboy va treballar més les possibilitats d'aquests mots en una interpretació pública, cosa que va ser ràpidament imitada per altres artistes, com per exemple la cançó Rapper's delight de The Sugarhill Gang.
El qui havia estat membre dels Black Spades, Afrika Bambaataa és considerat el primer a haver emprat el terme per descriure la subcultura a la qual pertany el hip-hop, tot i que també s'ha suggerit que possiblement el terme originalment va ser emprat de manera burlesca o amb menyspreu contra el nou tipus de música. El primer ús imprès del terme el va fer al Village Voice Steven Hager, que posteriorment va escriure una història del hip-hop, publicada l'any 1984.

## Història
El moviment hip-hop va començar a prendre forma en la dècada dels setanta a alguns barris marginals de Nova York, específicament al South Bronx. Durant aquesta època, l'economia de la ciutat s'estava ensorrant a causa de la indústria manufacturera i la construcció de l'autopista Cross Bronx. Gran part de la classe mitjana blanca es va traslladar als afores per escapar dels problemes socials i econòmics. La migració va canviar la demografia i les condicions van empitjorar als veïnats poblats per afroamericans, porto-riquenys i immigrants caribenys. La desesperació urbana va provocar l'augment de la delinqüència, la violència i la pobresa. Per tant, les empreses van tancar les portes i la joventut va quedar sense oportunitats econòmiques i fonts d'entreteniment. Aquesta gent es va dirigir als carrers en cerca de recreació i autoexpressió.
Aleshores, un dels estils musicals més en voga era el Funk, molt apte per al ball. En aquests barris, joves amb inquietuds estètiques s'aventuraven a "escriure", és a dir, a pintar els seus Graffitis de grans lletres de colors i altres motius en zones d'accés restringit, però des de les quals tota la ciutat podia contemplar les seves obres: el lloc preferit per a aquestes exposicions efímeres eren els exteriors dels vagons del metro.
Comencen unes festes de barri, i van començar assignant les bases per a tot el relacionat amb la cultura hip-hop del moment. En aquestes mateixes festes a Tuckkan de T- SUD se li va ocórrer inventar una de les tècniques més utilitzades en DJing fins avui dia com és el "backspin" o "recuperacions", i així donar principi a tota una nova forma d'expressió musical a través dels turntables (giradiscos). Les pistes de ball dels breakers es van fer amb làmines de cartó i els llenços per graffitis a partir de parets de maó. Aquesta nova era del hip-hop estava sent impulsada per la ira, les privacions, la desesperació, les barreres racials i la violència.
Al llarg de tota la dècada dels anys setanta el hip-hop va evolucionant i desenvolupant un llenguatge propi en les quatre disciplines que en formen part, però sempre sense sortir dels barris que l'han vist néixer (sobretot Harlem i el Bronx).
Un dels pioners del hip-hop més influents va ser Kool Herc. Va fer història el 1973 quan la seva germana i ell van organitzar el «Back to School Jam», una festa que va llençar el moviment hip-hop. També va introduït la tècnica de DJ breakbeat (d'adaptacions de les cançons jamaicanes, però ell tocava Funk i) i així donar als B-Boys (break-boys, anomenats així perquè es dedicaven a ballar en els breakbeats) més temps per a realitzar els seus passos de ball, que aprofitaven aquesta secció de la música per a llançar-se a terra a demostrar els seus moviments, barreja dels de James Brown i els vistos per ells en les pel·lícules de Kung-Fu. D'altra banda, també es propiciava que l'"animador" de la festa (el "mestre de cerimònia", o "MC") pogués animar el públic a través del micròfon al mateix temps que les instrumentals que els DJ estaven fent sonar. Aquestes intervencions del MC es van convertir després en l'expressió lírica del rap.
Una altra figura influent del hip-hop va ser Afrika Bambaataa, també conegut com «El Padrino». Va ser un DJ i productor musical pieoner que va organitzar festes de barri al Bronx a finals de la dècada dels setanta. Va formar Universal Zulu Nation, una organització orientada a la música que fomenta la pau i la unitat a través de les expressions de la cultura hip-hop. Els membres van introduir als joves urbans a ser DJ, breakdance, rap i art visual. Bambaataa va anomenar aquestes formes d'expressió com els quatre elements del hip-hop.
Grandmaster Flash va ser el primer DJ a manipular discs cap enrere, endavant i cap a l'esquerra. També va inventar diverses tècniques de DJ, com el backspin, cut, punch i scratching. En una entrevista va dir el següent:
Un dia estava escoltant música, amb el volum una mica alt, i la meva mare va colpejar la porta cridant molt fort: "Si no apagues aquesta música, t'escanyo!"; jo portava els auriculars posats, vaig parar el vinil i vaig començar a fer anar el disc endavant i enrere, i vaig al·lucinar, de manera que vaig començar a experimentar amb això durant un parell de mesos, fins que ho vaig treure, i vaig sortir amb l'Scratch.
És a partir de 1979, amb la firma del primer contracte discogràfic per part d'un grup de música rap (Fatback Band), i poc després amb el primer èxit d'aquest tipus de música (Rapper's Delight del grup Sugarhill Gang), que el hip-hop aconsegueix traspassar el què havien estat les seves fronteres fins aquell moment. El fenomen s'expandeix de forma molt ràpida per tot el territori nord-americà, arribant als primers llocs de les llistes de vendes a partir de 1986 (en què l'àlbum "Licensed to ill" dels Beastie Boys arriba al núm. 1 de les llistes de Billboard). Els anys entre 1989 i mitjans dels noranta són considerats l'edat d'or del hip-hop i estan caracteritzats per la seva diversitat, qualitat, innovació i influència.
Al llarg de la primera meitat dels anys vuitanta el b-boying es converteix en el primer aspecte del hip-hop que arriba als països d'Europa Occidental i a d'altres com Austràlia, Japó i Sud-àfrica, i poc després ho fan el graffiti i la música de rap en aquest ordre. Es continua expandit a la segona meitat dels anys vuitanta, i arriba a ser un fenomen mundial a la primera meitat dels anys noranta. A partir de 1984 comença a penetrar el b-boying i el graffiti a la perifèria de les principals ciutats de l'Estat Espanyol. Poc després ho fa la música de rap. Sorgeixen els primers grups de música rap, i al llarg dels anys noranta es comencen a editar els primers treballs discogràfics. Durant la dècada següent, el gènere aconsegueix els seus primers discos d'or.

## L'edat d'or
L'edat d'or del hip-hop es troba entre els anys 1989 i mitjans dels anys noranta. El hip-hop es va estendre per tot el país. Va ser una era que va transformar la cultura hip-hop a partir de la seva explosió de diversitat, influència, innovació estilística i èxit general.
Es va començar a invertir molts diners en el gènere perquè les discogràfiques el coneixen com una tendència emergent. El llançament de discos es va accelerar a causa de la gran demanda generada per les estacions de ràdio locals i els DJ de clubs.
Mentre s'expandia pel territori, van anar creant-se nous estils de hip-hop, però encara era experimental. La nova generació de productors de hip-hop va tenir accés a caixes de ritmes i sàmplers més avançats, per tant, el hip-hop va arribar al següent nivell. Una de les característiques més destacades de l'edat d'or del hip-hop va ser l'ús de música sampleada, ja que cap llei de drets d'autors protegia aquesta música.
També es va desenvolupar el contingut líric. Els primers cants lírics de la dècada dels setanta es van convertir en lletres metafòriques de diversos temes. Artistes com Melle Mel, KRS-One, Rakim, Chuck D i Warp 9 van ser fonamentals en l'avanç de les lletres del hip-hop i el rap.
La cultura hip-hop no era només impulsada per la música, sinó també per la moda. Diverses peces com sabates, accessoris i pentinats es van convertir en la forma d'expressió.

## Cultura

### Música
La música hip-hop comporta dos aspectes o elements: d'una banda, la producció o beatmaking i de l'altra el cant o el RAP, que també s'anomena emceeing (derivat d'MC –que és l'abreviació de Master of ceremonies, i que també es pot anomenar MCing). A vegades el beatmaking es pot confondre amb el DJing (derivació de l'abreviació de DJ de discjòquei) per la simple raó que tots dos formen part de la música instrumental de fons o d'acompanyament (és a dir, el beat, la música que té com a principal raó de ser marcar la pulsació) que utilitza el MC per rapejar.

#### Beatmaking
Gairebé sempre el beatmaking es fa amb l'ajuda de programes informàtics o de materials i ginys especials, tot i que en els seus orígens l'MC rapejava prenent com a base un fragment de l'acompanyament instrumental d'una cançó preexistent repetida i convertida en bucle o loop. En aquells moments, doncs, el beat es produïa a partir de samples, mostres de discs tractades adequadament.
Un beat pot estar compost de tres seccions o elements sonors que es donen en simultaneïtat: la línia de baix, la melodia o línia melòdica principal, aquella que centrarà l'atenció principal de l'oient especialment en absència d'una línia melòdica real vocal en tant que no hi ha un(a) cantant que canti sinó un MC que rapeja, i la drumline (literalment la línia de tambor, és a dir la línia de la percussió, la pulsació i el ritme, tot i que en ser sons produïts electrònicament, en realitat sovint no hi ha cap tambor real). Però el tipus i el grau d'elaboració d'aquestes bases és molt divers i els elements hi poden jugar de molt diverses maneres.
Mentre que alguns beatmakers prefereixen utilitzar samples provinents de fonts diverses en els seus treballs i barrejar-les segons el seu estil per crear una base, un acompanyament, altres tendeixen a compondre-les completament.

#### DJ-ing
El DJ-ing (o DJing, deejaying, deejing, DJaying) consisteix a passar simultàniament diversos discs i/o altres fonts sonores tot barrejant-les i modificant-les.
Els aparells que utilitza en aquesta tasca són –com a mínim- enregistraments (discs de vinils CDs, fitxers de so informàtics ...), una combinació de dos o més aparells per reproduir aquests enregistraments per alternar-los i crear un fons continu de música, un sistema d'amplificació d'aquests sons reproduïts i barrejats, o bé un sistema de radiodifusió, una taula de mescles específica, amb crossfader, que facilita la transició més suau entre ambdues (o més) fonts sonores, cascs o auriculars per poder escoltar un enregistrament mentre l'audiència escolta o sent l'altre (simultaneïtat que també ha de permetre la taula de mescles) i, opcionalment, un micròfon de manera que no sols el MC sinó també el DJ pugui introduir les cançons i parlar dirigint-se a l'audiència.
Altres aparells que també pot emprar són unitats electròniques per produir efectes tals com el delay, la reverb, el chorus, l'equalització, l'octavació (és a dir, produir un sub-harmònic situat a l'octava inferior del baix), etc., un sistema computeritzat d'interpretació per manipular fitxers digitals en temps real i produir un efecte d'emulació del vinil, agulles de plat de discs ginys que permeten al DJ fer sonar diferents grooves del mateix enregistrament en vinil al mateix temps, programes informàtics que permeten manipular els fitxers digitals en un ordinador personal o en un portàtil, samplers, seqüenciadors, teclats musicals electrònics (sintetitzadors), o caixes de ritmes.
Les tècniques que utilitza són el scratch, el cutting (o tallar), el baby scratch i el crab (de cranc, fer sonar la música en sentit invers). Un nombre considerable de DJs avui en dia són personatges reconeguts (i no sols els MCs). DJCLue, gràcies a les seves mescles va ser el primer DJ de l'escena hip-hop a vendre més d'un milió de discs.
Altres estils i escenes de la música actual, a part del hip-hop tenen els seus DJs com a figuren centrals dels seus respectius gèneres.
Els primers DJs que es va fer famosos en l'escena hip-hop van ser:
- DJ Kool Herc
- Afrika Bambaataa
- Grandmaster Flash
- Grand Wizzard Theodore
- Jazzy Jay

Aquí destaquen els noms de Pirat's Sound Sistema (del barri de Sants), DJ Sideral (Aleix Vergés; mort l'any 2006), An der Beat (David Nicolau), Older, Jordi Saludes, Phil Musical, DJ Kupi, DJMIXROGER (Roger Hernández), DJ Casius Tonen o DJ Sférico, entre d'altres.

#### Human beatboxo simplementbeatbox
El human beatbox és un concepte ampli per referir-se a diversos gèneres musicals que tenen en comú el fet que els sons hi són produïts utilitzant la veu, la gorja i el nas, Va ser inventat per Doug E. Fresh i va tenir un èxit enorme als anys 80 del segle xx; posteriorment va tenir un cert declivi i viure un nou ascens en els anys 90. Sens dubte, un dels beatboxers més famosos és Rahzel, i la seva cançó més coneguda, "If you mother only knew", en la qual feia sonar simultàniament l'acompanyament i la veu.
Igual que les altres disciplines o manifestacions artístiques del hip-hop, el beatboxing té un ressò i una implantació arreu del planeta.

#### MCing
El MCing o RAP és un cant discontinu i brusc compost de paraules plenes d'imatges, riques en assonàncies i en al·literacions. Influït pel toasting i per altres precursors que es troben dins del jazz i del rock, va tenir un èxit tal que a vegades s'assimila el rap a la música hip-hop. MC és la denominació que s'empra per designar a qui anima vesprades, nits o manifestacions en el si d'aquesta cultura, però també designa els rapejadors o rapers. Les inicials MC corresponen, en anglès, al "mestre de cerimònies" d'aquestes manifestacions musicals i culturals. Els primers DJs encoratjaven oralment el públic a ballar en aquestes festes. Però un d'ells, Grandmaster Flash, estava tan ocupat a passar i fer sonar els seus discs i a escoltar-los just abans de posar-los que ben aviat va trobar indispensable convocar dos amics perquè fossin ells els qui encoratgessin el públic a ballar, en lloc seu. Ben aviat, els primers rapers van tenir ganes d'explicar quelcom més i van començar a omplir els seus textos amb llurs sensacions, la seva vida de cada dia, etc.
Els primers grups de rap tenien un estil molt orientat cap a la festa, llurs textos eren farcits d'onomatopeies; era l'anomenat Rap Old School, el rap de la vella escola, més musical precisament per una presència i un paper més importants del DJ. El rap evoluciona a poc a poc vers un estil més conscient, més propi amb, abans que ningú altre, The Message de Grandmaster Flash i Melle Mel. Més tard, l'evolució continua amb grups com Public Enemy, que radicalitza el discurs. Finalment, més tard encara, el fet que diversos rapers provinguessin de bandes o (o gangs, en anglès) locals, va produir l'anomenat Gangsta rap a la darreria de la dècada del 1980.
No seria fins a uns anys més tard que l'estil anomenat West Coast (de la costa oest, dels Estats Units) va mostrar-se en públic en les creacions del grup Niggaz With Attitude (N.W.A.) i el seu àlbum Straight Outta Compton, així com amb les de grups com Compton's Most Wanted, South Central Cartel o Cypress Hill.
El primer MC, o, si més no, el que és considerat com a tal, fou Coke La Rock. Entre els primers rapers i grups de rap que han marcat la trajectòria inicial del gènere s'hi troben KRS-One, Grandmaster Flash, Run DMC, Beastie Boys, LL Cool J, Sugarhill Gang, Big Daddy Kane, Afrika Bambaataa, Last Poets.
A l'escena catalana del rap destaquen noms com els d'At Versaris, autèntics pioners del rap en català, Homes Llúdriga, Niar, el Nota, el Nano, en vazili, el gordo del puro i, recentment, Senyor Oca, guanyador de la 17ena edició del consurs Sona9.

#### Hip-hop soul
El hip-hop soul és un gènere que habitualment es considera totalment a part és el que va néixer de la fusió de l'estil de cant Soul (no confondre amb R&B) i la música hip-hop, i que constitueix el nexe d'unió de la New Jack Swing i la Nu Soul o Neo Soul. Mary J Blige, des dels seus orígens, ostenta el títol de "Reina del Hip-Hop Soul".

#### Les dones en el hip-hop
Tot i que inicialment el gènere fou essencialment masculí, les dones han aportat una renovació lírica, en termes de flow i els temes que són abordats en els textos de les cançons. D'aquesta manera, a poc a poc, es van fent un lloc en el gènere tot i que s'ha mantingut una inferioritat numèrica flagrant.
Als Estats Units, algunes raperes com Quenn Latifah, Foxy Brown, Eve, Heather B, Bahamadia, Jean Grae, Missy Elliot, Eve, MC Lyte, Lauryn Hill han demostrat que les figures femenines del hip-hop no tenen res a envejar als homes, atès que algunes d'elles formen part de grups majoritàriament masculins com Ruff Ryders o Fugees.

### Graffiti

Un camió pintat amb «graffiti», a París.

El graffiti hip-hop és un fenomen omnipresent en el paisatge urbà. Permet al seu autor reapropiar-se del seu entorn i marcar el seu mobiliari urbà. Generalment es practica amb aerosols, un tipus d'execució que demana un notable entrenament i constitueix una veritable tècnica artística. Això fa que hi intervinguin nombroses nocions plàstiques entre les quals destaquen l'estilització, la geometrització o l'equilibri. Però, al mateix temps, també es troba en relació amb altres dominis de la plàstica com són la infografia, la fotografia o el còmic, entre d'altres.
En tant que mode d'expressió artística, el graffiti també és portador d'un missatge de revolta i d'alliberament.
Cal distingir entre els graffiti i el tag. El primer és la tècnica que, amb aerosols de colors diversos, pinta amb retolacions complexes o bé amb representacions de personatges, per exemple. El tag és una signatura que pot anar associada a un graffiti o pot anar sol, estampat en una paret o a la marquesina de la parada del bus. Malgrat tot, aquest no pot ser considerat com un acte a part. El tag és només l'acte de signar, sovint amb un pseudònim, estilitzat.
També es pot parlar de flop per referir-se a un graffiti en dos colors; és una retolació ràpida, sovint de traç arrodonit (un color farceix tota la inscripció mentre que l'altre es reserva als contorns).

### Ball
El ball hip-hop apareix amb el breakdance, un ball caracteritzat pel seu aspecte acrobàtic i per les figures a terra i que s'inspira en una part dels Funk Styles (el Looking, el Popping, el Krump i el Boogaloo). Aquests, tot i ser més antics que el b-boying en si, en general, també es consideren com a part integrant dels balls hip-hop.
El terme breakdance (o break-dance) prové dels mitjans de comunicació; de fet, el terme més apropiat per parlar d'aquest ball seria el de bboying (o b-boying). En aquesta denominació, la b és la inicial, precisament de break, en referències als moviments del ballador i boying, de boy denota el caràcter marcadament masculí del gènere i de tot el moviment. Els balladors també són denominats creakers, o b-boys, o –en el seu cas- b-girls o fly-girls. L'evolució del gènere ha portat a nous estils com el House dance, el new style o el Hooba Lumps.
Aquests balls, i especialment el breakdance, es produeix en nombroses batalles, de manera semblant al que succeeix en el rap, entre els rapers. Unes batalles en les quals la violència no és física sinó artística on surt vencedor del "conflicte" al millor ballarí. A vegades les batalles no són individuals sinó entre grups, i els millors aconsegueixen participar en la competició més prestigiosa per als breakers: la BOTY (Battle of the Year)
Entre els breakers més coneguts hi ha els noms de Darkness, Junior, Physicx, Hong10, Lilou, Sonic, Baek i Pelezinho. Entre les b-girls: Hurricane, valentine, anne, baby sun... Pel que fa als grups: Black_Blanc_Beur, Vagabonds crew, Gamblers Crew, extreme crew, phase T, pockemon crew, Wanted, Figure de Style, 59Krew, Toz crew, Legiteam Obstruxion, Last 4 one, Top 9...

### Valors
Per a alguns, el hip-hop seria portador del missatge d'Afrika Bambaataa i de la Zulu Nation que han predicat pau, amor, unitat i passar-s'ho bé (un lema que hauria de constituir el títol d'una cançó de James Brown), però també el respecte als altres al mateix temps que la unitat dels pobles. D'aquesta manera, el hip-hop seria una cultura pacifista, que predicaria el multiculturalisme, contràriament a la mala imatge que els profans en aquesta cultura n'han difós a partir dels missatges dels textos d'alguns cantants i grups de rap.
A més, hi ha un element implícit, contingut en cada un dels aspectes de la cultura hip-hop i que és l'esperit de superació. En efecte, ja es tracti del ball, de la música (el DJing, el beatboxing, el rap...), o dels aspectes plàstics, els seus models culturals expliquen que cada executant està convidat, o més aviat es troba immers en un context en el qual la mateixa dinàmica d'aquest el porta a cercar uns resultats artístics cada vegada millors, que cada vegada siguin més satisfactoris per a si mateix; portar els seus propis límits cada vegada més lluny. Seria en aquest sentit que caldria entendre les batalles, ja siguin d'improvisació en l'estil del rap o entre breakers.
Aquests valors, que poden ser considerats universals, en tant que el hip-hop en participa en totes les seves disciplines artístiques i arreu del Planeta no hi hagi seguidors del moviment, són al mateix origen històric i cultural del hip-hop, malgrat que la difusió, la diversificació i la globalització de què aquest ha gaudit, avui dia fa difícil una anàlisi global d'aquests valors.
A més d'aquests missatges d'incitació al progrés i la millora personals, els defensors i seguidors d'aquesta cultura li atribueixen una gran capacitat de crítica social en les lletres dels rapers així com una contribució palpable a una societat millor, més igualitària, des del moment que la població d'origen africà, o si més no alguns dels seus membres especialment significatius o destacats en aquesta cultura, han assolit posicions millors. En seria un exemple, a França, el cas de Sidney, el primer locutor de la televisió francesa d'origen africà, presentador del programa H.I.P. H.O.P., el primer programa d'una televisió que va estar totalment dedicat al hip-hop.

#### The Hiphop declaration of peace
KRS One, Chuck D, Lauryn Hill, Russell Simmons, Afrika Bambaataa, Tupac Amaru Shakur (futur 2pac), Doug E. Fresh, Queen Latifah, Dr. Dre, MC Lyte, Christopher Wallace (futur Biggie Smalls) i uns altres 300 delegats del hip-hop, van presentar a l'ONU, a Nova York, el 16 de maig de 2001, la denominada Declaració de pau del hip-hop
La declaració comença amb aquests mots:
| « | Aquesta declaració de pau del hip-hop guia la cultura hip-hop des de la violència cap a la llibertat, i estableix consell i protecció per a l'existència i el desenvolupament d'una comunitat internacional hip-hop. A través dels principis d'aquesta declaració de pau, nosaltres la Kultura hip-hop, establim una fundació de salut, amor, consciència, abundància, pau i prosperitat per a nosaltres mateixos, per als nostres fills i per als fills dels nostres fills, per sempre. Per a la clarificació dels significats i propòsits del hip-hop, o quan les intencions dels hip-hop són qüestionades, o quan les disputes entre bàndols i que fan referències al hip-hop afloren, els hip-hopers tindran accés als consells d'aquest document, la Declaració de Pau del Hip-hop, com a guia, consell i protecció | » |

Els elements bàsics presents en els seus 18 principis són els següents:
- El hip-hop és un terme que descriu una consciència col·lectiva independent.
- Respecta la dignitat i la santedat de la vida sense discriminació ni prejudici.
- Respecta les lleis i els acords de cada cultura, de cada país i les seves institucions.
- Conscient de la seva influència com a consciència col·lectiva independent, encoratja a progressar en els valors positius de la societat.
- Cal encoratjar, desenvolupar, preservar, protegir i promoure la capacitat de definir-nos, defensar-nos i educar-nos a nosaltres mateixos.
- La Kultura hip-hop trenca tota relació amb manifestacions del hip-hop i la seva cultura que no es basin en el respecte.
- L'essència del hip-hop està més enllà de l'entreteniment. No és un producte; no es compra ni es ven.
- S'encoratja tothom –individus i col·lectius- qui obtingui u benefici del hip-hop a contactar amb un Especialista Kultural Hip-hop per interpretar i donar respostes adequades a qüestions culturals sensibles sobre com presentar adequadament el hip-hop.
- S'institueix la 3a setmana de maig com la setmana de l'apreciació del hip-hop; una setmana per honorar els antecessors, reflexionar sobre la pròpia cultura, i apreciar els elements i principis del hip-hop. S'institueix el mes de novembre com el mes del hip-hop, en el qual s'encoratja els hip-hopers a participar en actes que honorin i difonguin la història del hip-hop i les seves contribucions culturals.
- S'encoratja els hip-hopers a construir relacions que descansin sobre l'amor, la confiança, la igualtat i el respecte.
- La cultura hip-hop uneix en la diversitat (d'habilitats, cultures, religions, races) envers l'establiment i el desenvolupament de la pau.
- La cultura hip-hop no participa conscientment ni voluntàriament en cap forma d'odi, falsedat, prejudici o robatori
- La cultura hip-hop refusa l'impuls immadur de qualsevol acte de violència.
- Els hip-hopers són encoratjats a eliminar la pobresa, a parlar contra la injustícia i a construir una societat més justa i un món més pacífic.
- Els hip-hopers respecten la natura, visquin on visquin del nostre planeta.
- Cal respectar els pioners, les llegendes, els mestres i els avantpassats del hip-hop.
- Els hip-hopers són encoratjats a compartir els recursos, a donar tant com els sigui possible.
- La Kultura Hip-hop manté una organització que té tot el poder per promoure, ensenyar, interpretar, modificar i defensar els principis d'aquesta Declaració de Pau del Hip-hop.

## Hip-hop a Catalunya
El hip-hop arriba a Catalunya el 1984 a través del b-boying i el graffiti. A finals dels anys vuitanta apareixen els primers grups de música rap, i a la dècada dels noranta es comencen a produir bons treballs discogràfics. Els grups pioners són 7Notas 7Colores, Solo los Solo, BZN, Eat Meat, Ari, o Geronación, i obren el camí en una dècada vibrant del hip-hop català.
Al començament del segle XXI, el hip-hop a Catalunya ha crescut en una gran quantitat de nous noms com At Versaris, Gran Pueblo, El Disop, El Nota, Falsalarma o ZPU.
Actualment, l'escena del hip-hop es troba molt consolidada a Catalunya, amb nombrosos grups que rapegen tant en llengua catalana com castellana. Tots aquests compten amb molts seguidors, sobretot entre els més joves, gràcies a la seva difusió a través de les xarxes socials. També és cert que, des del punt de vista discogràfic, no hi ha gaires grups amb un gran nombre de vendes, hi ha un gran nombre de grups no professionals que autoediten les seves maquetes.
Des del 2004 se celebra l'Hipnotik festival al Centre de Cultura Contemporània de Barcelona, amb un aforament de 6000 persones. Durant els dies del festival es disputen competicions i exhibicions de totes les disciplines de la cultura hip-hop, a més de conferències, tallers professionals i concerts de música rap.